# Bo Trankell
Bo Arne Trankell, född 14 maj 1942 i Göteborgs domkyrkoförsamling, död 13 mars 2013 i Vika-Hosjö församling i Falun i Dalarnas län, var en svensk målare, tecknare och skulptör. Han var son till professor Arne Trankell.
Trankell är representerad på Nationalmuseum, Moderna museet, Göteborgs konstmuseum, Norrköpings Konstmuseum med flera.